# GJ 3707
GJ 3707 is een rode dwerg met een spectraalklasse van M3.5V. De ster bevindt zich 39,99 lichtjaar van de zon.